# Marcin Hintz
Marcin Ryszard Hintz (* 21. Mai 1968 in Warschau) ist ein polnischer lutherischer Theologe, Professor für Systematische Theologie und seit 2011 Bischof für die Diözese Pommern-Großpolen der Evangelisch-Augsburgischen Kirche in Polen.

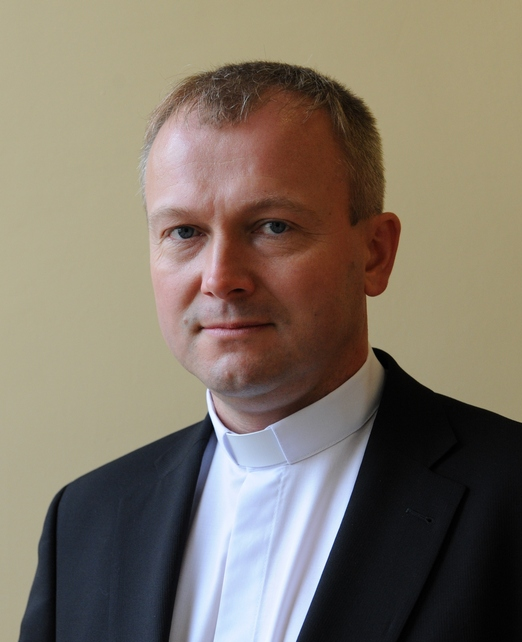
Marcin Hintz

## Leben und Werk
Marcin Hintz wuchs in Warschau auf und studierte von 1987 bis 1992 Theologie an der Christlich Theologischen Akademie (CTAW) seiner Heimatstadt sowie von 1988 bis 1993 Philosophie an der dortigen Universität. 1993/94 studierte er mit einem Doktoranden-Stipendium an der Universität Bonn.
Am 13. April 1995 wurde Hintz zum Pfarrer der Evangelisch-Augsburgischen Kirche in Polen ordiniert; von 1995 bis 1998 war er Vikar in der Kirchengemeinde Żyrardów in der Diözese Warschau.
Im Jahre 2000 übernahm Hintz seine erste Pfarrstelle in der Kirchengemeinde Częstochowa (Tschenstochau) und der Filialgemeinde in Lubliniec (Lublinitz) in der Diözese Katowice. 2001 wurde er an der Christlich Theologischen Akademie in Warschau mit einer Arbeit über das Jahr 1989 aus evangelischer Sicht zum Doktor der Theologie promoviert und habilitierte sich im Jahre 2008 in Systematischer Theologie. 
Am 30. September 2009 wurde er zum Evangelischen Militärseelsorger (in Polen mit Offiziersrang) gewählt. Außerdem übernahm er die Leitung im polnischen Nationalkomitee des Lutherischen Weltbundes. Am 14. November 2010 wechselte Hintz von Częstochowa auf seine zweite Pfarrstelle in die Kirchengemeinde Gdańsk-Sopot (Danzig-Zoppot) mit Sitz in Sopot. Am 28. November 2010 wurde er hier eingeführt.
Nur sechs Tage später wählte ihn die Diözesansynode in Koszalin (Köslin) im zweiten Wahlgang mit 23 von 43 Stimmen zum neuen Bischof der Diözese Pommern-Großpolen, deren Konsistorium seinen Sitz ebenfalls in Sopot hat. Er wurde damit zum Nachfolger des Ende des Jahres 2010 in den Ruhestand tretenden Bischofs Michał Warczyński gewählt, der dieses Amt 18 Jahre lang bekleidet hatte.
Hintz ist mit Iwona geborene Raszka verheiratet und hat eine Tochter.

## Publikationen
- Chrześcijańskie sumienie. Rozważania o etyce ewangelickiej, Kattowitz 2006.
- Etyka ewangelicka i jej wymiar eklezjalny. Studium historyczno-systematyczne, Warschau 2007.

## Verweise